# 파르미자니노
지롤라모 프란체스코 마리아 마졸라(영어: Girolamo Francesco Maria Mazzola, 1503년 1월 11일 ~ 1540년 8월 24일)는 파르미자니노(이탈리아어: Parmigianino)라는 이름으로 유명한 이탈리아의 매너리즘 화가 겸 판화가이다. 피렌체, 로마, 볼로냐, 파르마 등지에서 활동하였다. 그의 작품은 실제보다 길게 표현된 인체적 특징과 단축법과 과장법을 과장해서 표현하였다.
마니에리슴 회화는 그에 의하여 정점에 달한다. 그는 고국 파르마에서 코레지오의 작품에 접하고 1524년부터 1527년까지 있었던 로마 체류 시기에 미켈란젤로, 라파엘로의 영향을 받았다. 그리하여 매우 우미·섬세한 여성미를 묘사하였다. 그가 처음 로마에 나오기 직전에 그린 <자화상>(1523)은 볼록렌즈에 비친 상을 그려, 마치 오늘날의 어안 렌즈와 같은 효과를 가져서 특이한 작품이 되고 있다.
대표작은 <목이 긴 성모>(1534？)로서 화면 전체에 걸쳐 불합리한 요소가 산재한다. 전·중 후경에 논리적 관계가 없고, 성모자의 일단(一團)이 실내에 있는지 실외에 있는지 확실하지 않다 인체는 마치 좌단 천사의 암포라형 단지가 상징하고 있는 듯한 형태를 갖는다. 초상화 <안타에>(1540？)는 <목이 긴 성모>에 있던 한 소녀천사가 성장한 모습이라 여겨지는데, 그 화사한 손가락과 크게 뜬 눈과 스커트의 주름에 스민 신경을 감지할 수 있다. 그는 후년 연금술에 빠져 그의 죽음을 재촉하였다.